# Taksim (Ciprus)

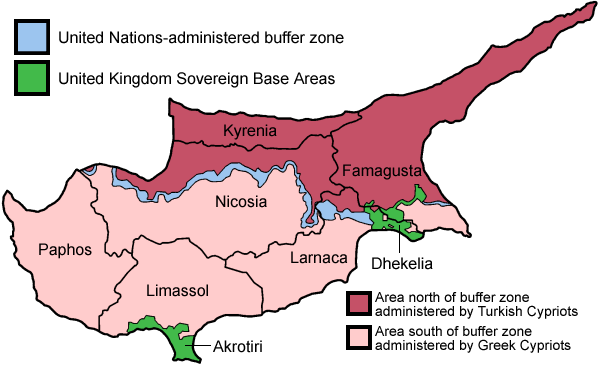
Ciprus 1974 óta megosztott

A taksim szó a ciprusi konfliktusban Ciprus szigetének a ciprusi törökök általi felosztására tett erőfeszítéseket jelöli. A „taksim” kifejezés arab kölcsönszó, jelentése „megosztani”. Ezt az elképzelést Fazıl Küçük már 1957-ben kinyilvánította.

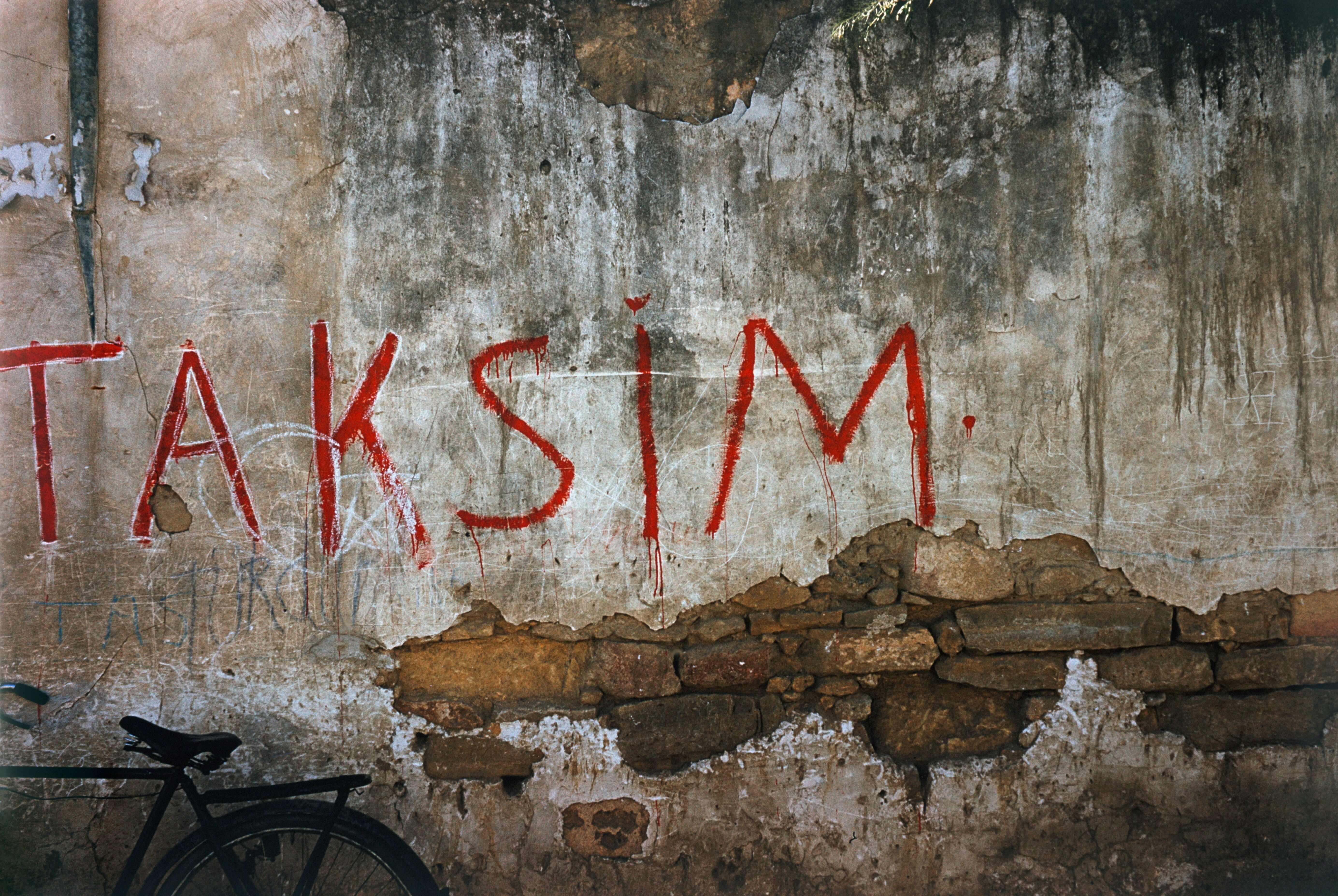
„TAKSİM” graffiti egy nicosiai falon az 1950-es évek végén

A taksim-eszmét (szlogen: „Taksim vagy halál”) az 1950-es évek elején az Észak-ciprusi Török Köztársaság későbbi elnöke, Rauf Raif Denktaş is megvalósíthatónak tartotta, úgy vélte, hogy Nagy-Britannia támogatásával. Ez a konzervatív ciprusi görögök „enózisz”ra, az egész sziget Görögországgal való egyesülésére irányuló törekvésre adott válaszként alakult ki. Kezdetben a ciprusi törökök a brit uralom folytatása mellett voltak. Ugyanakkor riasztották őket a ciprusi görögök enóziszt követelő felhívásai, mivel úgy tapasztalták, hogy Kréta Görögországgal való egyesülése a krétai törökök elvándorlásához vezetett, és az EOKA militáns tevékenységére válaszul felosztáspárti álláspontra helyezkedtek. A ciprusi törökök szintén a sziget különálló etnikai csoportjának tekintették magukat, és hittek abban, hogy a ciprusi görögöktől különálló önrendelkezési joguk van.
Amikor 1974-ben a görögországi katonai junta megpróbálta megdönteni a Ciprusi Köztársaság kormányát annak érdekében, hogy egy bábrendszert hozzanak létre, és a szigetet Görögországhoz csatolják, Törökország ezt a lehetőséget kihasználta a sziget északi részének illegális megszállására. 1983-ban a ciprusi törökök kikiáltották saját köztársaságukat, az Észak-ciprusi Török Köztársaságot. Ez két részre osztotta a szigetet. Az Észak-ciprusi Török Köztársaságot azonban csak Törökország ismeri el, és nemzetközileg a Ciprusi Köztársaság részének tekintik.

## Fordítás
- Ez a szócikk részben vagy egészben  a   Taksim (Zypern) című német Wikipédia-szócikk ezen változatának fordításán alapul.  Az eredeti cikk szerkesztőit annak laptörténete sorolja fel. Ez a jelzés csupán a megfogalmazás eredetét és a szerzői jogokat jelzi, nem szolgál a cikkben szereplő információk forrásmegjelöléseként.
- Ez a szócikk részben vagy egészben  a   Taksim (politics) című angol Wikipédia-szócikk ezen változatának fordításán alapul.  Az eredeti cikk szerkesztőit annak laptörténete sorolja fel. Ez a jelzés csupán a megfogalmazás eredetét és a szerzői jogokat jelzi, nem szolgál a cikkben szereplő információk forrásmegjelöléseként.